# Caperuza (indumentaria)
Se denomina caperuza a un tocado de paño ribeteado de pieles con una larga cola, muy utilizado durante los siglos XIV y XV.
La caperuza era de diferentes colores según el del señor que la utilizaba. Así, en 1356, los partidarios de Esteban Marcel llevaban caperuzas mitad rojo de París y mitad azul de Navarra. En Flandes, las municipalidades en diversas épocas de la Edad Media adoptaron el uso de la caperuza blanca.